# Patrik-Gabriel Galčev
Patrik-Gabriel Dimitrov Galčev (in bulgaro Патрик-Габриел Димитров Галчев?; Saragozza, 14 aprile 2001) è un calciatore bulgaro, difensore della Lokomotiv Sofia in prestito dal Levski Sofia.

## Carriera

### Club
Nato a Saragozza in Spagna da genitori di origini bulgare, all'età di tre anni entra a far parte della squadra locale del Real Saragozza.
Nel 2008 fa ritorno in patria dove gioca per Lokomotiv Sofia e DIT Sofia, prima di passare nel settore giovanile del Levski Sofia.
Il 19 dicembre 2019 firma il primo contratto da professionista con il Levski; mentre il 21 ottobre 2020 debutta in prima squadra disputando l'incontro di Coppa di Bulgaria vinto 1-4 contro il Partizan Červen Brjag.

### Nazionale
Nel 2021 ha esordito con la nazionale bulgara Under-21.
Il 17 giugno 2023 esordisce in nazionale maggiore nel pareggio per 1-1 contro il Lussemburgo.

## Statistiche

### Presenze e reti nei club
Statistiche aggiornate al 21 marzo 2022.
| Stagione        | Squadra         | Campionato      | Campionato | Campionato | Coppe nazionali | Coppe nazionali | Coppe nazionali | Coppe continentali | Coppe continentali | Coppe continentali | Altre coppe | Altre coppe | Altre coppe | Totale | Totale |
| Stagione        | Squadra         | Comp            | Pres       | Reti       | Comp            | Pres            | Reti            | Comp               | Pres               | Reti               | Comp        | Pres        | Reti        | Pres   | Reti   |
| --------------- | --------------- | --------------- | ---------- | ---------- | --------------- | --------------- | --------------- | ------------------ | ------------------ | ------------------ | ----------- | ----------- | ----------- | ------ | ------ |
| 2020-2021       | Levski Sofia    | 1L              | 16         | 0          | CB              | 1               | 0               |                    | -                  | -                  |             | -           | -           | 17     | 0      |
| 2021-2022       | Levski Sofia    | 1L              | 13         | 0          | CB              | 2               | 0               |                    | -                  | -                  |             | -           | -           | 15     | 0      |
| Totale carriera | Totale carriera | Totale carriera | 29         | 0          |                 | 3               | 0               |                    | -                  | -                  |             | -           | -           | 32     | 0      |

### Classifica presenze e reti in nazionale
| Cronologia completa delle presenze e delle reti in nazionale ― Bulgaria | Cronologia completa delle presenze e delle reti in nazionale ― Bulgaria | Cronologia completa delle presenze e delle reti in nazionale ― Bulgaria | Cronologia completa delle presenze e delle reti in nazionale ― Bulgaria | Cronologia completa delle presenze e delle reti in nazionale ― Bulgaria | Cronologia completa delle presenze e delle reti in nazionale ― Bulgaria | Cronologia completa delle presenze e delle reti in nazionale ― Bulgaria | Cronologia completa delle presenze e delle reti in nazionale ― Bulgaria |
| Data                                                                    | Città                                                                   | In casa                                                                 | Risultato                                                               | Ospiti                                                                  | Competizione                                                            | Reti                                                                    | Note                                                                    |
| ----------------------------------------------------------------------- | ----------------------------------------------------------------------- | ----------------------------------------------------------------------- | ----------------------------------------------------------------------- | ----------------------------------------------------------------------- | ----------------------------------------------------------------------- | ----------------------------------------------------------------------- | ----------------------------------------------------------------------- |
| 17-6-2023                                                               | Kaunas                                                                  | Lituania                                                                | 1 – 1                                                                   | Bulgaria                                                                | Qual. Euro 2024                                                         | -                                                                       | 81’                                                                     |
| 20-6-2023                                                               | Razgrad                                                                 | Bulgaria                                                                | 1 – 1                                                                   | Serbia                                                                  | Qual. Euro 2024                                                         | -                                                                       | 86’                                                                     |
| 10-9-2023                                                               | Podgorica                                                               | Montenegro                                                              | 2 – 1                                                                   | Bulgaria                                                                | Qual. Euro 2024                                                         | -                                                                       | 63’                                                                     |
| 17-10-2023                                                              | Tirana                                                                  | Albania                                                                 | 2 – 0                                                                   | Bulgaria                                                                | Amichevole                                                              | -                                                                       | 64’                                                                     |
| 22-3-2024                                                               | Baku                                                                    | Tanzania                                                                | 0 – 1                                                                   | Bulgaria                                                                | Amichevole                                                              | -                                                                       | 46’                                                                     |
| 25-3-2024                                                               | Baku                                                                    | Azerbaigian                                                             | 1 – 1                                                                   | Bulgaria                                                                | Amichevole                                                              | -                                                                       | 46’                                                                     |
| Totale                                                                  |                                                                         | Presenze                                                                | 6                                                                       |                                                                         | Reti                                                                    | 0                                                                       |                                                                         |

## Palmarès

### Club

#### Competizioni nazionali
- Coppa di Bulgaria: 1

Levski Sofia: 2021-2022